# إديث فينش راسيل
إديث فينش راسيل (بالإنجليزية: Edith Finch Russell)‏ هي كاتبة سير وكاتِبة أمريكية، ولدت في 5 نوفمبر 1900، وتوفيت في 1978.